# Корбянка (Ілфов)
Корбянка (рум. Corbeanca) — село у повіті Ілфов в Румунії. Адміністративний центр комуни Корбянка.
Село розташоване на відстані 17 км на північ від Бухареста, 122 км на південь від Брашова.

## Населення
За даними перепису населення 2002 року у селі проживали 1370 осіб, з них 1364 особи (99,6%) румунів. Рідною мовою 1364 особи (99,6%) назвали румунську.